# Nelly Ciobanu
Nelea Ciobanu-Mărgineanu, mer känd som Nelly Ciobanu (född Nelea Ciobanu den 28 oktober 1974) är en sångerska från Moldavien som representerade sitt land i Eurovision Song Contest 2009, där hon slutade på en 14:e plats i finalen efter att hon tagit sig vidare från den andra semifinalen. Nelly har graduerat på det musikaliska gymnasiet i Tiraspol. År 1994 vann hon en musiktävling, "Utrennjaja zvezda" i Moskva. Hon har dessutom kommit tvåa i den mycket populära musiktävlingen, New Wave i Jurmala 2003.